# 幸山奈央
幸山 奈央（こうやま なお、11月8日 - ）は、日本の女性声優。過去にケッケコーポレーションに所属していた。愛知県名古屋市出身。

## 出演作品

### テレビアニメ
1999年
- おジャ魔女どれみ（樋口まき、真樹）

2000年
- おジャ魔女どれみ♯（真樹、子ども）

2001年
- も〜っと! おジャ魔女どれみ（加納のりこ、凧あげする子供、店員魔女）

2002年
- おジャ魔女どれみ ドッカ〜ン!（加納のりこ、樋口まき）
- デジモンフロンティア（フローラモン）

### ゲーム
2002年
- Piaキャロットへようこそ!!2.2（神塚ユキ）